# Bear Creek, Alabama
Bear Creek là một thị trấn thuộc quận Marion, tiểu bang Alabama, Hoa Kỳ. Dân số năm 2009 là 990 người, mật độ đạt 28 người/km².